# Semerskirchen
Semerskirchen ist ein Gemeindeteil der Gemeinde Herrngiersdorf im niederbayerischen Landkreis Kelheim. Bis zum 31. Dezember 1974 bildete der Ort eine selbstständige Gemeinde.

## Lage
Das Pfarrdorf Semerskirchen schließt unmittelbar südöstlich an Herrngiersdorf an.

## Geschichte
Bereits 1273 wird das Gotteshaus in Sanctmarienchirchen erwähnt. Semerskirchen gehörte zunächst zum Landgericht Abensberg. Die Gemeinde Semerskirchen wurde 1818/1821 aus einem Teil des Steuerdistrikts Herrngiersdorf gebildet und dem Landgerichtsbezirk Rottenburg zugeordnet. Gemeindeteile waren außer Semerskirchen noch Harpfendorf, St. Johann, Stumpfreuth, Voggersberg und Tiefenbach.
Seit der Bildung der Bezirksämter war die Gemeinde dem Bereich des Bezirksamtes Rottenburg zugehörig, woraus 1939 der Landkreis Rottenburg an der Laaber wurde. Im Zuge der Gebietsreform in Bayern kam die Gemeinde Semerskirchen am 1. Januar 1975 zur Gemeinde Herrngiersdorf.

## Sehenswürdigkeiten
- Pfarrkirche Mariä Himmelfahrt

## Vereine
- Freiwillige Feuerwehr Semerskirchen
- Hubertusschützen Semerskirchen. Am 24. Januar 1925 wurde der seit 1920 bestehende Verein mit dem Namen „Zimmerstutzenschützengesellschaft Semerskirchen“ offiziell gegründet.
- KLJB Semerskirchen